# Robert Kingston Scott
Robert Kingston Scott (8 de julho de 1826-12 de agosto de 1900) foi um político americano.

## Vida e carreira
Robert Kingston Scott nasceu em County, Pensilvânia, em uma família militar. O avô dele lutou na Revolução Americana e seu pai na guerra de 1812. Scott estudou medicina e começou a praticar em Henry County, Ohio.

## Eleições para Governador em 1868
Mais tarde nesse ano, ele se tornou o primeiro governador da Carolina do Sul reconstruído como um republicano. Em 1870, na Carolina do Sul elevou o Estado que até então impedia que um governador tivese reeleição até quatro anos se passaram desde o exercício do cargo. Isso permitiu que Scott se torna o primeiro governador da Carolina do Sul a ser eleito para dois mandatos consecutivos. Ele foi reeleito por uma maioria de 85.071 votos de um total de 136.622.